# Liste der Baudenkmale in Wulften am Harz
In der Liste der Baudenkmale in Wulften am Harz sind die Baudenkmale der niedersächsischen Gemeinde Wulften am Harz. Der Stand der Liste ist der 5. Mai 2020. Die Quelle der Baudenkmale ist der Denkmalatlas Niedersachsen.

## Allgemein
In den Spalten befinden sich folgende Informationen:
- Lage: die Adresse des Baudenkmales und die geographischen Koordinaten. Kartenansicht, um Koordinaten zu setzen. In der Kartenansicht sind Baudenkmale ohne Koordinaten mit einem roten Marker dargestellt und können in der Karte gesetzt werden. Baudenkmale ohne Bild sind mit einem blauen Marker gekennzeichnet, Baudenkmale mit Bild mit einem grünen Marker.
- Bezeichnung: Bezeichnung des Baudenkmales
- Beschreibung: die Beschreibung des Baudenkmales. Unter § 3 Abs. 2 NDSchG werden Einzeldenkmale und unter § 3 Abs. 3 NDSchG Gruppen baulicher Anlagen und deren Bestandteile ausgewiesen.
- ID: die Objekt-ID des Baudenkmales
- Bild: ein Bild des Baudenkmales, ggf. zusätzlich mit einem Link zu weiteren Fotos des Baudenkmals im Medienarchiv Wikimedia Commons. Wenn man auf das Kamerasymbol klickt, können Fotos zu Baudenkmalen aus dieser Liste hochgeladen werden:

## Liste der Baudenkmale
| Lage                                       | Bezeichnung      | Beschreibung | ID       | Bild           |
| ------------------------------------------ | ---------------- | --- | -------- | -------------- |
| Kirchstraße 4 51° 39′ 51″ N, 10° 10′ 26″ O | Kirchhof Wulften | Baudenkmal-Gruppe Kirchhof Wulften mit Kirchhof, Kirche und Kriegerdenkmal | 34120569 | Weitere Bilder |
| Kirchstraße 4 51° 39′ 51″ N, 10° 10′ 26″ O | Kirchhof         | Einzeldenkmal der Baudenkmal-Gruppe Kirchhof Wulften (ID 34120569) | 34167884 |                |
| Kirchstraße 4 51° 39′ 51″ N, 10° 10′ 26″ O | Kirche           | Einzeldenkmal der Baudenkmal-Gruppe Kirchhof Wulften (ID 34120569). Die evangelische Kirche St. Aegidien wurde im Jahr 1502 errichtet. Der Kirchturm wurde nach den Zerstörungen im Siebenjährigen Krieg 1772 neu errichtet.                                                                     | 34167838 |                |
| Kirchstraße 4 51° 39′ 51″ N, 10° 10′ 26″ O | Kriegerdenkmal   | Einzeldenkmal der Baudenkmal-Gruppe Kirchhof Wulften (ID 34120569). Das Kriegerdenkmal besteht aus einem Steinkreuz mit den Namen der Gefallenen des Ersten Weltkrieges und vier darum herum angeordneten kleineren Kreuzen mit den Namen der Gefallenen und Vermissten des Zweiten Weltkrieges. | 34167862 | Weitere Bilder |